# Otto Lätsch
Otto Lätsch (ur. 26 listopada 1905 w Lichtenberg, zm. 24 stycznia 1948 w Krakowie) – zbrodniarz hitlerowski, członek załogi obozu koncentracyjnego Auschwitz-Birkenau i SS-Unterscharführer.

## Życiorys
Z zawodu był szoferem. Do NSDAP należał od 1933, a 1 września 1939 został powołany do Wehrmachtu. W marcu 1943 Lätsch został wcielony do Waffen-SS i przydzielony do Auschwitz-Birkenau. W obozie tym pełnił służbę kolejno jako szofer, podoficer kompanii strażniczej i Blockführer. W połowie lipca 1944 został przeniesiony do podobozu Gliwice IV, gdzie początkowo pełnił obowiązki zastępcy Lagerführera, jako jego zastępca, a następnie zajmował się w tym podobozie sprawami administracyjnymi.
W Gliwicach Lätsch dokonywał selekcji więźniów, wyznaczając co miesiąc ok. 50 z nich do komór gazowych Brzezinki. Przy ewakuacji tego podobozu nakazał podpalić izbę chorych, w której przebywali więźniowie, na skutek czego tylko jeden z nich ocalał. Dokonywał także zabójstw więźniów z najbardziej nawet błahych powodów, także podczas marszu śmierci (ewakuacji obozu). Wreszcie Lätsch często znęcał się nad więźniami, katując  i dręcząc ich ponad siły różnymi ćwiczeniami.
Schwytany przez aliantów, został wydany władzom polskim. Następnie zasiadł na ławie oskarżonych w pierwszym procesie oświęcimskim. Otto Lätsch został skazany 22 grudnia 1947 przez Najwyższy Trybunał Narodowy w Krakowie na karę śmierci przez powieszenie. Wyrok wykonano w krakowskim więzieniu Montelupich.